# Ekografika
Ekografika (anglicky eco-graphics, ecographics) obecně označuje způsob vytváření a reprodukci grafiky, který zohledňuje – kromě ostatních důležitých kritérií (jako např. vzhled, funkčnost, řemeslné hledisko, možnosti reprodukčních technologií…) – také environmentální aspekty (tj. hledisko ochrany životního prostředí).

## Principy ekografiky
Ekografika vychází z principů a strategií ekodesignu. 
Tyto principy lze uplatnit v grafickém designu a vizuální komunikaci – tedy v oblasti produkce tištěných i elektronických médiích a publikační, nakladatelské či vydavatelské činnosti – stejně tak v umělecké grafice. Přesnější termín pro nakladatelskou činnost realizovanou v souladu s principy ekodesignu je ekologické publikování (angl. eco-publishing) nebo též udržitelné publikování (angl. sustainable publishing). 
Slovo design se v českém jazyce používá téměř výhradně ve vztahu ke vzhledu výrobku. V angličtině však toto slovo označuje i vlastní proces navrhování a výroby.
Cílem ekografiky je snížení zátěže na životní prostředí na co nejmenší míru v celé délce životního cyklu svých produktů nebo služeb při zohlednění ostatních důležitých aspektů (funkčnost, kvalita, cena, vzhled apod.).
Důležité fáze životního cyklu z hlediska ekografiky jsou tyto:
1. Předprodukční fáze (ekokancelář)
2. Výrobní fáze (použití ekologických polygrafických materiálů, uplatnění vhodné výrobní technologie)
3. Postprodukční fáze (efektivní a šetrná distribuce)
4. Fáze užívání (efektivní využitelnost produktu, jeho funkčnost, životnost a vliv na zdraví)
5. Závěrečná fáze životního cyklu produktu (reutilizace, ekologická likvidace, recyklace)